# La Loubière
La Loubière é uma comuna francesa na região administrativa de Occitânia, no departamento de Aveyron. Estende-se por uma área de 28,71 km². Em 2010 a comuna tinha 1 541 habitantes (densidade: 53,7 hab./km²).